# مقتل دوسكي آزاد
كانت دوسكي آزاد امرأة متحولة جنسياً تبلغ من العمر 23 عاماً وتقيم في دهوك، كردستان العراق. عملت كفنانة مكياج وحققت شهرة على الإنترنت، وكانت منفتحة بشأن هويتها الجندرية عبر وسائل التواصل الاجتماعي. في 28 كانون الثاني 2022، قُتلت بالرصاص على يد شقيقها المنفصل عنها، تشاكدار آزاد، في ما اعتُبر جريمة شرف بدوافع معادية للمتحولين جنسياً. وقد كُشف عن جريمة القتل بعد ثلاثة أيام، في 31 كانون الثاني 2022.
وتفيد التقارير بأن دوسكي كانت قد غادرت منزل عائلتها قبل خمس سنوات من وقوع الجريمة، إلا أن أفراد عائلتها استمروا في ملاحقتها وتهديدها. حظيت الحادثة بتغطية إعلامية واسعة على الصعيد الدولي، وقوبلت بإدانة من العديد من المنظمات، بما في ذلك جماعات حقوق الإنسان، ومنظمات دعم مجتمع الميم، والبعثات الدبلوماسية الأجنبية. ورغم إعلان السلطات الكردية إصدار مذكرة اعتقال والتعاون مع الإنتربول للقبض على الجاني، إلا أن القاتل لم يُعثَر عليه حتى الآن.
سلّطت جريمة قتل دوسكي آزاد الضوء على حجم العنف والتمييز الذي يواجهه الأشخاص المتحولون جنسياً في العراق وكردستان، وأكدت على الحاجة المُلِحّة لتوفير الحماية والدعم لهؤلاء الأفراد، خاصة ممن يواجهون خطر جرائم الشرف. وقد دعت منظمات المناصرة إلى تحرك فوري لمواجهة العنف والتمييز ضد المتحولين جنسياً، وتقديم الدعم والموارد اللازمة لهم. أبرزت قضية دوسكي آزاد المعاناة التي يعيشها المتحولون جنسياً في كردستان، وأثارت وفاتها دعوات إلى التحرك وتغيير طريقة التعامل مع هذا المجتمع.

## الخلفية

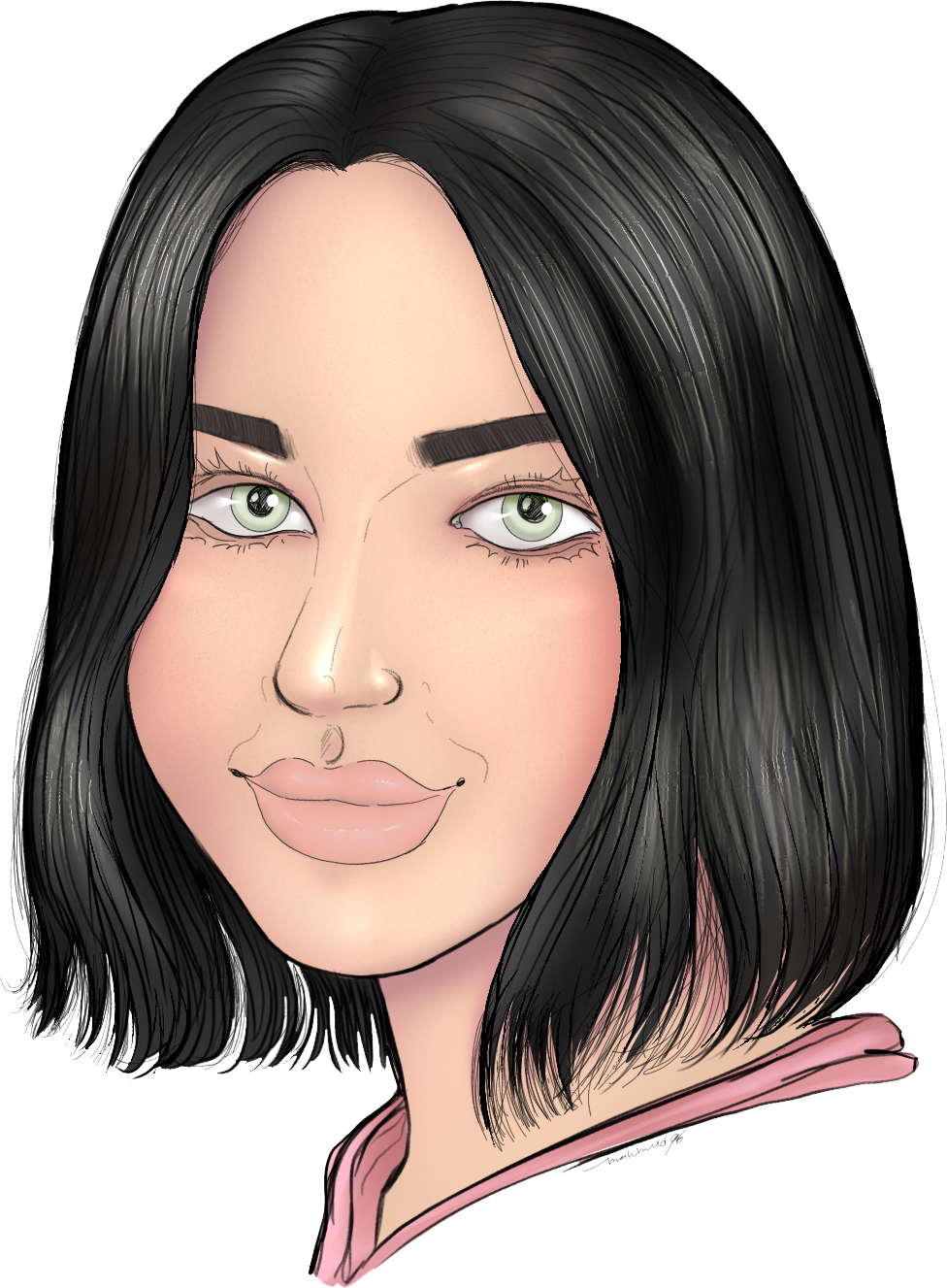
رسم دوسكي للفنان الكردي كولبي.

كانت دوسكي تختبئ من عائلتها بسبب الخطر الذي واجهته كامرأة متحولة جنسياً. انفصلت عنهم وعملت كخبيرة مكياج في أحد الصالونات. ورغم محاولاتها الجادة لإبقاء مكان إقامتها سرياً، نجح شقيقها في تعقبها وقتلها في جريمة شرف، بحجة "استعادة شرف العائلة"، إذ يُنظر إلى الإفصاح العلني عن الهوية الجنسية المختلفة على أنه عار في بعض العائلات المسلمة المحافظة.
بحسب تقرير نُشر في صحيفة الغارديان وموقع إنسايدر، كانت يدا دوسكي مقيدتين، وأُطلقت عليها رصاصتان، وعُثر على جثتها مرمية في خندق خارج مدينة دهوك مباشرة. كما أفادت وسائل الإعلام المحلية بأن حساباتها على مواقع التواصل الاجتماعي حُذفت أيضاً. لم يتم العثور على جثتها إلا بعد أن أبلغ أحد أقاربها الشرطة. وتمكن شقيقها، تشاكدار، من الهرب من كردستان عبر تركيا.
وتشير المصادر إلى أن دوسكي كانت تتعرض لتهديدات بالقتل من عائلتها منذ مدة، وكانت تعيش في خوف دائم على حياتها. وكانت قد تواصلت في وقت سابق مع منظمة IraQueer العراقية المعنية بحقوق مجتمع الميم، للإبلاغ عن تعرضها للتحرش. وأكد أصدقاؤها أنها أخبرتهم سابقاً عن الترهيب الذي عانته من عائلتها.

## ردود الفعل
أثارت جريمة قتل دوسكي موجة من الغضب والإدانة من قبل منظمات حقوق الإنسان وقادة دوليين. وقد أصدرت حكومة إقليم كردستان مذكرة اعتقال بحق شقيقها، وأعلن مسؤولون أنهم يعتقدون أنه فر إلى تركيا أو بلجيكا أو ألمانيا، وأنهم يتعاونون مع الإنتربول للعثور عليه، مؤكدين أن اسمه أُبلغ إلى شرطة المطارات، دون التمكن من إلقاء القبض عليه حتى الآن.
وفي بيان رسمي، صرحت حكومة إقليم كردستان بأن "الظواهر المخالفة للقوانين والتقاليد الاجتماعية" يجب التعامل معها "ضمن النظام القانوني"، مضيفة أن "كردستان تظل ملاذاً آمناً للحريات الفردية". وقد انتقد الناشط الكردي في مجال حقوق مجتمع الميم، زيار علي، هذا التصريح، واعتبره محاولة واضحة "لإرضاء المحافظين الذين يريدون قتل كل من يخرج عن الرواية التقليدية للهوية الجنسية".
من جهتها، أدانت القنصلية الأميركية في أربيل ما سُمِّي بجريمة القتل بدافع الشرف، وطالبت بتحقيق العدالة من خلال بيان شديد اللهجة. كما أصدرت العديد من الدول والمنظمات بيانات تطالب بالتحقيق في القضية ومحاسبة الجاني، من بينها القنصلية الألمانية التي صرّحت عبر تويتر بأن "الكرامة الإنسانية مصونة"، إلى جانب السفارة الكندية، وبعثة الأمم المتحدة لمساعدة العراق، والقنصلية الهولندية.
نظم ناشطون أكراد من مجتمع الميم حفل تأبين لدوسكي في مدينة كولونيا الألمانية.
وأُطلقت عريضة عبر موقع AllOut، وقّع عليها أكثر من 25 ألف شخص من حول العالم، دعوا فيها حكومة إقليم كردستان إلى وضع حد لجرائم الشرف، وفتح تحقيق جدي وشامل في جرائم الكراهية السابقة والمستقبلية ضد أفراد مجتمع الميم، إضافة إلى المطالبة بالشفافية في قضية دوسكي. وقد أرسل الناشط ييكساني هذه العريضة إلى حكومة الإقليم، لكنه لم يتلق رداً.
وبعد مرور عام على مقتل دوسكي، أصدر ييكساني بياناً بدعم من منظمات محلية وإقليمية ودولية مثل IraQueer، وMawjoudin، وILGA، وHelem، وArticle 19، وتسع منظمات أخرى، دعا فيه حكومة إقليم كردستان والحكومة العراقية والمجتمع الدولي إلى اتخاذ خطوات عاجلة للعثور على تشاكدار آزاد وتقديمه للعدالة.

### يوم دوسكي
أصبح يوم 28 كانون الثاني يُعرف بيوم دوسكي، بعد أن قرر ناشطو مجتمع الميم من الأكراد تخليده تكريماً لذكراها.